# Evermore
「evermore」（エヴァーモア）は、日本のロックバンドAliasが最初に発表した楽曲。2009年7月2日にエンターテインメント系のSNS「MySpace」上にて公開され、同年9月18日にmp3と着うたフルが正式にリリースされた。

## 概要
- Alias結成後、最初に制作された。東京、大阪、ニューヨークをそれぞれ拠点とするメンバーが、各地でレコーディングしたパートを纏め、完成させた。
- アニソンを彷彿させる曲調ながら、全体的に壮大でドラマチックな構成。目まぐるしく移り変わるセクション上を、ヴォーカルと二胡がそれぞれ別のメロディーで並走し、コーラスの多重録音と合わさって終息していく。
- ミニアルバム「evermore」と、台湾盤CDアルバム「Alias」にも収録されており、現在はEPとしての販売が終了している（そのためErhu versionも現在入手不可）。

## 収録曲
1. evermore
(作詞：Mai / 作曲：KiYO / 編曲：Alias / Produced by KiYO)
  - MySpaceうたフルダウンロード初登場1位
  - FM千里2009年11月度Power Play
  - MySpaceモバイルネクストブレイカー
2. evermore 〜Erhu version〜
(作曲：KiYO / 編曲：Alias / Produced by KiYO)
  - MySpaceうたフルダウンロード初登場5位
  - 実質ボーカル無しのカラオケバージョン

## エピソード
- レコーディング時点では「メンバー全員面識が無かった」との事[1][2]。Tomoは「雑誌の取材でメンバーの事を知った」とブログに綴っている[3]。なお全員が同じ場所に初めて揃うのは2012年、台湾での初ライブである[4]。
- MySpaceトップページのランキング紹介でのアオリは「唯我独尊！比類なきAliasサウンド」[5]、同サイトモバイル版のネクストブレイカーでは「J-Rock最終進化系」と紹介されていた。
- 曲中のコーラス「If I'm not for myself, who is for me? If I care only for myself, what am I?」は、ある哲学者の言葉のパロディー。KiYO曰く「誰だったかは忘れてしまった」との事[6]。